# (21276) Feller
(21276) Feller (1996 TF5) – planetoida z pasa głównego asteroid okrążająca Słońce w ciągu 3,46 lat w średniej odległości 2,28 j.a. Odkryta 8 października 1996 roku.